# 無名女郎的肖像

《無名女郎的肖像》（羅馬化：Neizvestnaya）是俄羅斯藝術家伊凡·克拉姆斯柯依在1883年繪製的油畫。主角的身份仍然未知，《無名女郎的肖像》是俄羅斯最著名的藝術作品之一，雖然一些批評家在《無名女郎的肖像》第一次展出大加撻伐，並譴責主角是一個傲慢又不道德的女人。但隨著時間流逝，《無名女郎的肖像》越來越受到歡迎
这副肖像是作者晚年最得意的画作，亦是“巡回展览画派”的代表作。作者克拉姆斯柯依是该画派的组织者和领袖人物，其艺术见解在当时俄罗斯画家中颇具影响力。
《無名女郎的肖像》收藏在莫斯科特列季亞科夫畫廊，而一幅《無名女郎的肖像》早期的版本則收藏在基爾藝術中心。

## 文獻
- Wachtel, Andrew. Plays of expectations. University of Washington Press, 2007. 58. ISBN 0-295-98647-6

## 外部連結
- "Portrait of an Unknown Woman" in Tretyakov Gallery's website （页面存档备份，存于） （俄文）